# Astanga yoga

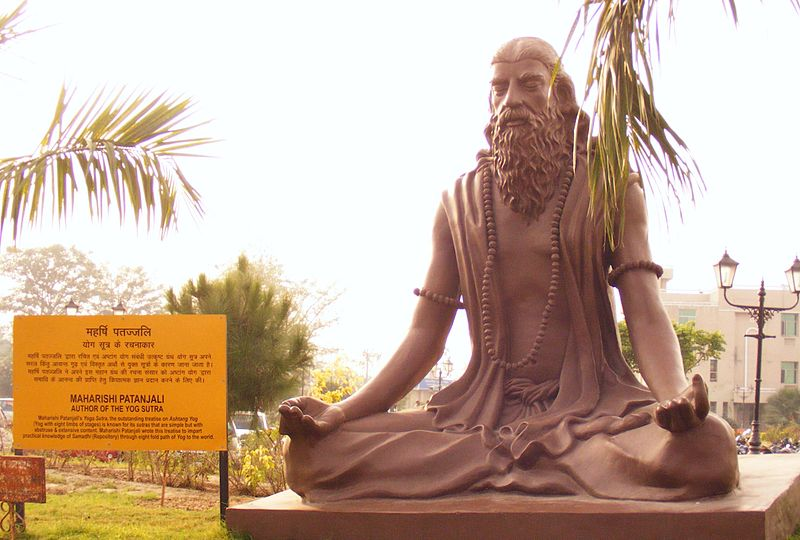
Una clase de astanga yoga.

- Confusión con el moderno «Ashtanga Vinyasa Yoga» El astanga yoga (con minúscula y sin la "h") se refiere al clásico raya yoga, explicado en los Yoga Sutra de Patañjali (siglo III a. C.) y en (Bhagavad-gita) (de Sri Viasadeva) (compilador de los Vedas) Literalmente, ashta: ‘ocho’, anga: ‘miembros’. Los seguidores del controvertido K. Pattabhi Jois escriben «Ashtanga Vinyasa Yoga» con mayúscula y con la "h" incorporada para distinguirlo del antiguo astanga yoga, de los escritos sagrados de Viasadeva y Patanjali.

El aṣṭāṅga yoga' (aṣṭa: ‘ocho’, aṅga: ‘miembro’) es el ‘yoga de las ocho partes’.
Fue descrito por el escritor indio Patanyali (probablemente del siglo III a. C.) en su texto clásico Yoga-sutra (‘aforismos sobre yoga’), el libro más antiguo sobre yoga.

## Los ocho ‘miembros’ del astanga yoga
Astanga significa literalmente "óctuple camino", y el Bhagavad-gita define el objetivo del astanga yoga como "el control de las actividades de la mente" y los ocho partes del Yoga Astanga trabajar juntos para alcanzar esta meta.
1. iama (‘prohibiciones’):
  1. ajimsa (‘no violencia’, sensibilidad hacia otros seres).
  2. satia (‘veracidad’, no mentir).
  3. asteia (‘no robar’).
  4. brahmacharia (‘conducta brahmánica’, aunque en la práctica significaba celibato y estudio de los Vedás).
  5. aparigraja (‘no apegarse’ al hogar, etc.).
2. niiama (‘preceptos’):
  1. shaucha (‘limpieza’ física y mental).
  2. santosha (‘completa satisfacción’).
  3. tapas (disciplina, ‘consumirse por el calor’).
  4. suadiaia (‘recitar [los Vedás en voz baja,] para sí mismo’).
  5. íshuara pranidhana (‘ofrecerse al Controlador [Dios]’).
3. asana (‘postura’): la columna vertebral debe mantenerse erecta y el cuerpo estable en una postura cómoda para la meditación. El hatha yoga enfatiza esta etapa.
4. pranaiama (‘control de la respiración’; prāṇa: energía mística presente en el aire respirado; y yama: ‘control’).
5. pratiajara (‘poco comer’, control de los sentidos; prati: ‘poco’; āhāra: ‘comer’; implica el retraimiento de los sentidos de los objetos externos).
6. dharana (‘sostenimiento’; dhara: ‘sostener’; implica la concentración de la mente en un pensamiento).
7. dhiana (‘meditación’).
8. samadhi (‘completa absorción’).

## La práctica de astanga yoga
Este tipo de Yoga trabaja la fuerza y sanación del cuerpo, trabaja la respiración y el sistema nervioso. Tiene una secuencia de posturas diseñada para desarrollar nuestros músculos, incrementar nuestra flexibilidad y mejorar el funcionamiento de nuestros órganos internos.
El astanga yoga es una forma de yoga dinámico que considera un cuerpo flexible y saludable como la base para desarrollar la parte espiritual; los beneficios se obtienen con ejercicios dinámicos (asanas), técnicas de respiración (pranayama) y meditación. Se diferencia del otros formas de yoga por el uso del vinyasa (sincronización de la respiración con el movimiento), de la respiración ujjayi (un pranayama), de las bandas (cierres energéticos) y del dristis (miradas) en combinación en la práctica de asanas (posturas). Estos elementos ayudan al practicante a concentrar y aumentar la energía a lo largo de la práctica.
El Ashtanga Yoga practicado con una correcta respiración purifica el cuerpo físico, mental y emocional. La Primera Serie (de asanas) no sólo cura el cuerpo físico pero también el espíritu. La permite desarrollar e intensificar la concentración, controlando y purificando el pensamiento.  
Hecho regular de esta práctica conduce a la alegría, la paz interior y el equilibrio y apoya la auto-transformación y la autorrealización. Patanyali define el astanga yoga como el camino hacia la autorrealización del ser. [cita requerida]

## Astanga yoga y raja yoga
Tradicionalmente en la India se ha considerado que astanga yoga es sinónimo de raja yoga.
Sin embargo, el yogui español Danilo Hernández considera que el rāja yoga es una amplia categoría que abarca varios yogas como el astanga, el Bhakti yoga,el kundalinī, el kriyā, el mantra yoga y el dhyana yoga. Igualmente, la escritora argentina Paula Picarel considera que recién en la actualidad el rāja yoga se identificó con el astanga yoga, pero que posee elementos de otros tipos de yoga como el Bhakti:

En la actualidad, el raja-yoga se asocia a los yoga-sutras [con minúsculas en el original, aunque es el nombre de un libro] de Patañjali, aunque posean [sic, por posea] elementos de otras ramas. Los yoga-sutras [sic, por «las partes» o «los miembros»] del raja-yoga son los siguientes:
Paula Inés Picarel